# 조선미인별전
《조선미인별전》은 2018년 1월 6일부터 2018년 1월 7일까지 KBS1에서 방영된 특집 2부작 드라마이다.

## 등장 인물

### 주요 인물
- 여원: 규헌 역 - 열공하듯 열춤 추는 선비
- 김나니 : 소혜 역 - 사당패 여자 춤꾼. 문둥 춤의 달인
- 배윤경 : 단이 역 - 조선시대 상단. 졸부의 딸
- 서이숙 : 김마님 역 - 진선미 부인회에 '조선미인 선발대회'를 제안
- 김준수 : 김생 역 - 김대감의 아들. 소문난 어장남
- 정태리 : 규희 역 - 규헌의 여동생. 오빠 바라기

### 그 외 인물
- 왕기석 : 김대감 역
- 정은표 : 당희선생 역
- 김영희 : 진부인 역
- 김가영 : 미인후보 1 역
- 최한이 : 미인후보 2 역
- 임수현 : 미인후보 3 역
- 김지후
- 구슬기
- 고예나
- 안지원
- 김나형
- 유현정
- 하지영
- 장재화
- 최보규
- 전은미 : 여악행수 역
- 이재훈
- 홍석우
- 유민경
- 정연우
- 김미래
- 김슬기랑
- 김혜원 : 일급 춤꾼 기녀역

## 시청률
시청률조사회사와 지역별로 시청률에 차이가 있을 수 있습니다. 
| 회차  | 방송일         | TNmS 시청률    | AGB 시청률     |
| 회차  | 방송일         | 대한민국(전국) | 대한민국(전국) |
| ----- | -------------- | -------------- | -------------- |
| 제1회 | 2018년 1월 6일 | 2.8%           | 3.1%           |
| 제2회 | 2018년 1월 7일 | 2.0%           | 2.5%           |